# 扎林斯克站
扎林斯克站（俄语：Вокзал Заринская）是俄羅斯阿爾泰邊疆區扎林斯克的一座鐵路車站，啟用於1953年。第一座車站大樓是木造建築。修復後，車站更名為扎林斯克。車站最後一次翻修是在2005年。